# Orfani (Bonelli)
Orfani è una serie a fumetti di genere fantascientifico creata da Roberto Recchioni ed Emiliano Mammucari, pubblicata dal 2013 in Italia dalla Sergio Bonelli Editore in albi mensili a colori. Narra di una guerra fra una razza di extraterrestri e una squadra di ragazzi addestrati per combatterli e nota come "Orfani". Si tratta della prima miniserie a fumetti interamente a colori, gestita in "stagioni" da dodici numeri della casa editrice.
Gli autori hanno dichiarato di essersi ispirati, nel concepire il soggetto e la trama, a opere di fantascienza come Il signore delle mosche di William Golding e Fanteria dello spazio di Robert A. Heinlein; nella serie sono stati inoltre notati riferimenti a numerosi film, come Alien, Il grande uno rosso, Full Metal Jacket e Star Wars, e alla celebre serie di videogiochi Halo. Più in generale, tuttavia, Recchioni ha più volte dichiarato come il lavoro suo e di Mammucari sia più che altro influenzato, sia nella trama che nella resa grafica di personaggi, mezzi e armi, da più generici stereotipi e archetipi letterari e visivi del genere fantascientifico, opportunamente rivisitati. L'autore ha ribadito questa concetto anche sulle pagine del proprio blog personale, scrivendo come quelli presenti nell'opera siano soprattutto «suggestioni, rimandi, immaginario collettivo, archetipi, cose che si affastellano una sulle altre e che si influenzano a vicenda [...] Poi, sia chiaro: mi piace Halo? Eccome».

## Storia editoriale
La serie è esordita a ottobre 2013 ed è divisa in stagioni caratterizzate dal cambio della testata che venne rinominata Orfani: Ringo dalla seconda, Orfani: Nuovo Mondo dalla terza, Orfani: Juric dalla quarta, Orfani: Terra dalla quinta e Orfani: Sam dalla sesta.
Orfani, Ringo, Nuovo Mondo e Sam sono composte da dodici numeri, mentre Juric e Terra da tre. dopo la fine della pubblicazione della serie è stato pubblicato uno Speciale che riprende gli avvenimenti di Terra.
La serie venne ideata da Roberto Recchioni, autore del soggetto, della trama e delle sceneggiature, e dal disegnatore Emiliano Mammucari, che ha creato graficamente i personaggi e l'ambientazione e frutto di un laborioso processo durato oltre quattro anni. La Bonelli ha supervisionato la fase di ideazione tramite il curatore editoriale Franco Busatta; gli autori hanno comunque dichiarato di aver avuto massima libertà creativa da parte della casa editrice milanese, sia per quanto riguarda i contenuti che il linguaggio grafico e narrativo, da loro stessi definito "innovativo" rispetto ai canoni bonelliani.
Il lancio della serie è stato preceduto da una robusta campagna promozionale, che ha visto l'utilizzo di social network, la produzione di un "numero zero" realizzato in collaborazione con la casa editrice Multiplayer.it Edizioni incaricata dalla Bonelli per distribuire e apporre il suo marchio sull'albo promozionale distribuito gratuitamente presso i negozi della catena GameStop e successivamente distribuito on line, e di un trailer video curato da Fumettology. Il numero 0 distribuito gratuitamente nei Gamestop attraverso Multiplayer è stato stampato in 60.000 copie. La Bonelli ha fatto sapere di aver investito complessivamente circa 1.300.000 euro nella produzione e nel lancio della prima miniserie di dodici numeri. I primi due numeri hanno venduto circa 50.000 e 40.000 copie rispettivamente su 120.000 copie distribuite.
Orfani è la serie Bonelli più recente a beneficiare di edizioni Deluxe regolari. In primis con l'edizione da libreria proposta da Bao Publishing, che ha riproposto in 4 volumi ciascuna le prime due stagioni (Orfani e Orfani: Ringo), sia in edizione regular che in edizione variant, presentate con cover di artisti differenti. Inoltre nell'ottobre 2016, come allegato al quotidiano La Gazzetta dello Sport , esce Orfani Le origini, che ripropone tutte le stagioni con un formato più grande e una impaginazione totalmente differente, che anziché narrare le due linee temporali in parallelo, presenta la vicenda in ordine cronologico, dividendo ogni albo in due parti.
Roberto Recchioni è lo sceneggiatore dei primi dodici numeri della serie e dalla seconda stagione è stato affiancato alla sceneggiatura da Mauro Uzzeo e Luca Vanzella. Lo staff dei disegnatori è composto, oltre che dal creatore grafico Emiliano Mammucari, da Alessandro Bignamini, Luigi Cavenago, Massimo Dall'Oglio, Luca Maresca, Werther Dell'Edera, Giorgio Santucci, Davide Gianfelice, Matteo Cremona. Il colore è affidato a Annalisa Leoni, Lorenzo De Felici, Arianna Florean, Giovanna Niro e Alessia Pastorello, mentre le copertine sono di Massimo Carnevale.

## Trama

### Orfani
La storia è articolata su due linee temporali differenti che si alternano durante la narrazione: così nel "passato" vengono mostrate le fasi dell'addestramento a cui gli "Orfani" sono sottoposti, mentre nel "presente" i personaggi sono catapultati nella guerra tra gli esseri umani e gli alieni che hanno portato l'attacco.
Piccoli spaventati guerrieri: Un devastante raggio energetico colpisce la Terra, radendo al suolo gran parte dell'Europa e uccidendo all'istante un sesto della popolazione del pianeta. Causa di tanta distruzione sembra essere un attacco premeditato da parte di alieni di un lontano pianeta. Dopo questo evento, una scienziata serba di nome Jsana Juric e un colonnello dell'esercito giapponese di nome Takeshi Nakamura radunano un gruppo di bambini orfani sopravvissuti alla catastrofe, per sottoporli a un duro addestramento per farne dei letali soldati con l'obiettivo di invadere il pianeta ostile e impedire che l'accaduto possa ripetersi. I militari quindi caricano a bordo di alcuni velivoli i bambini, dividendoli in squadre e facendo scendere a turno alcuni di loro nella natura selvaggia. Il gruppo di protagonisti scende per ultimo e i bambini iniziano a conoscersi. I giovani capiscono subito di essere stati abbandonati in quel territorio perché sottoposti a un test e che l'obiettivo è quello di ritornare alla base di Dorsoduro. Il gruppo si riunisce subito sotto la leadership di Hector, il più grande, che inizia a guidare i ragazzi. Jonas, un altro sopravvissuto, inizia a fare amicizia con Hector, che per lui diventa una figura di riferimento. Dopo alcuni giorni di cammino, la Juric e Nakamura decidono di alzare il tiro dell'esercitazione, rilasciando nell'area dove si trovano i ragazzi alcuni orsi affamati, con il chiaro intento di eliminarli. Uno degli orsi raggiunge il gruppo dei protagonisti, che viene subito messo alle strette, ma Hector si sacrifica per permettere al gruppo di sopravvivere all'attacco e lascia a Jonas l'incarico di prendersi cura di tutti. Dopo una breve fuga, i ragazzi si ritrovano sul ciglio di un precipizio, senza possibilità di fuga. Disperati, iniziano a lanciare sassi contro l'orso, che accecato dalla rabbia, li carica, finendo per precipitare nella scarpata. Dopo alcune ore, i ragazzi riescono a ritornare alla base e vengono subito notati dalla Juric e da Nakamura, essendo l'unico gruppo riuscito a uccidere un orso. La dottoressa ordina al colonnello di seguire personalmente la squadra e si prepara a organizzare l'addestramento. Nel futuro, la forza d'invasione terrestre raggiunge il pianeta alieno. Prima di scendere a terra, ogni soldato riceve un vaccino per contrastare le radiazioni del pianeta, che dovrà essere ripetuto ogni giorno. I soldati scendono sulla sua superficie senza incontrare alcuna resistenza, ma, cosa alquanto strana, senza trovare alcuna traccia degli alieni. Tuttavia, all'improvviso appaiono alcuni alieni dal nulla, che senza alcun'arma da fuoco, iniziano a trucidare i soldati terrestri. La battaglia sembra perduta, quando una squadra composta da cinque soldati, ognuno vestito in maniera diversa dagli altri, fa la sua comparsa. I cinque riescono in pochissimo tempo a eliminare buona parte delle forze nemiche, mettendo in sicurezza la zona e facendo ritirare gli alieni. I soldati, sorpresi, chiedono quale sia il nome dei cinque eroi che hanno salvato la spedizione e dopo che questi ultimi si tolgono gli elmetti si riconoscono Jonas e i suoi compagni, ormai chiamati "Orfani".
Non per odio ma per amore: L'albo inizia con il flashback di Hector e Juno, che al momento dell'esplosione stavano semplicemente giocando in casa. L'addestramento dei ragazzi continua. Gli orfani vengono sottoposti a duri allenamenti fisici e vengono loro insegnate discipline militari. Inoltre, ogni settimana vengono sottoposti ad alcuni trattamenti medici volti al potenziamento delle loro capacità fisiche. Tuttavia, il regime di addestramento è molto duro, e ciò, unito all'invasività dei trattamenti di potenziamento, porta alla morte di numerosi ragazzi. Jonas e gli altri ragazzi legano fra loro, anche grazie a Ringo che si è preso in carico Sam, una bambina rimasta traumatizzata dall'attacco alieno. Tuttavia, nonostante l'affiatamento sia molto alto, Juno, sorella di Hector e confidente di Jonas, inizia a covare odio nei confronti dei militari, secondo lei colpevoli di aver ucciso il fratello e di considerare senza valore le vite di tutti i ragazzi. Una notte, la ragazza riesce a intrufolarsi negli alloggi privati di Nakamura e tenta di ucciderlo per vendicare la morte del fratello, ma fallisce. Il colonnello tuttavia, anziché dare l'allarme, le offre di scappare, promettendole di insegnarle a combattere per darle la possibilità di compiere la sua vendetta. Juno scappa, giurando al militare di ucciderlo. Il giorno dopo, la dottoressa Juric vorrebbe eliminare la ragazza dalla squadra, giudicandola troppo compromessa per poter continuare il programma, ma Nakamura la salva, spiegando che non è "compromessa", ma solo molto motivata, che la storia ha sempre dimostrato come gruppi di civili estremamente motivati siano sempre riusciti a sconfiggere eserciti ben addestrati che non combattevano per un ideale considerato proprio. Nel futuro, dopo aver messo in piedi una base avanzata sul pianeta, Jonas discute con il colonnello Nakamura sul da farsi. Il fatto che gli alieni, chiamati Fantasmi, non fossero stati individuati e fossero apparsi dal nulla porta Jonas a ipotizzare la presenza di un sistema di occultamento tecnologicamente superiore alle forze terrestri, forse applicato anche alle città aliene, dato che nessun satellite riesce a individuarle. Le caratteristiche del nemico lo rendono un avversario formidabile, dato che non si capisce come mai non usino armi da fuoco anche se in possesso di armi capaci di colpire la Terra e soprattutto, una volta uccisi, i cadaveri degli alieni si polverizzano, senza lasciare un corpo da esaminare. Data la situazione, Jonas chiede al colonnello di poter esplorare il territorio nemico insieme a Juno. I due quindi esplorano il territorio, senza trovare nulla, ma all'improvviso, in fondo a una valle appare dal nulla un'intera città. Jonas e Juno vanno in esplorazione, senza trovare alcun abitante, ma appena arrivati al centro della città scoprono una cosa inquietante: tutti gli alieni sono radunati di fronte a un edificio che è l'esatta riproduzione della Sagrada Familia. Jonas grida dalla sorpresa, attirando gli alieni. I due combattano nel tentativo di uscire dalla città e stanno per essere sopraffatti, quando una squadriglia di caccia arriva in loro aiuto, permettendo loro la fuga. Dopo aver fatto rapporto, gli orfani risalgono a bordo della nave ammiraglia in orbita sul pianeta e Juno entra di nascosto nella stanza di Nakamura, brandendo una spada. L'anziano militare gli chiede come mai abbia intenzione di ucciderlo proprio durante la guerra, ma la giovane gli risponde che ha frainteso. Il momento di ucciderlo verrà, ma prima vuole che il colonnello autorizzi il matrimonio fra lei e Jonas. Durante la cerimonia però, alcuni alieni simili a razze si lanciano contro l'astronave in alcuni attacchi suicidi. L'esercito quindi parte a difesa delle navi.
Primo sangue: La storia si incentra su Ringo, il ragazzo più vivace e indisciplinato del gruppo. Il suo flashback mostra la sua occupazione prima dell'apocalisse. Il ragazzino infatti era un torero e il giorno dell'esplosione stava affrontando un toro in uno scontro. Durante una lezione di aeronautica il ragazzo si distrae e sta per essere punito dal suo istruttore, ma grazie ai potenziamenti ricevuti riesce a tenergli testa. Nella classe arriva Nakamura, che fa uscire tutti i ragazzi e intima a Ringo di farsi punire da alcuni soldati di bastoni elettrici. Il ragazzo però reagisce, neutralizzando i soldati, ma prendendo in giro il colonnello che, di tutta risposta, lo gambizza e si prepara a giustiziarlo sul posto per insubordinazione, ma all'ultimo momento interviene la Juric, che ricorda al militare come, per giustiziare un soldato, egli debba prima essere in buona salute. Il ragazzo viene quindi portato in una vasca di rigenerazione per curarlo. La dottoressa e il colonnello discutono sul da farsi. Nakamura vorrebbe giustiziare Ringo come monito per gli altri ragazzi, ma la Juric lo difende, spiegando che è uno dei migliori sul campo e che lei conosce un modo per controllarlo. Nakamura autorizza la dottoressa a provare a trovare una maniera per farlo sottomettere. Usando le informazioni a disposizione di Jonas, la Juric ricatta Ringo: se lui non si sottometterà completamente al colonnello, lei trasformerà la vita di Sam in un inferno. Il giorno dell'esecuzione, il ragazzo chiede a Nakamura di risparmiargli la vita e il colonnello lo umilia di fronte a tutti gli altri ragazzi. Da questo momento, il rapporto fra Ringo e Sam diventa molto più forte, ma allo stesso tempo Rey, uno dei compagni di squadra, inizia a nutrire astio nei confronti di tutti, soprattutto Ringo, considerato da lui uno sbruffone. Nel futuro, gli alieni cercano di distruggere la nave ammiraglia, senza grandi risultati, ma neanche i terrestri riescono ad abbatterli. Per sconfiggerli viene schierata una squadriglia di caccia, alla cui guida si trovano gli Orfani. Durante la battaglia, un alieno colpisce il caccia di Pistolero, che precipita in una giungla del pianeta. Si scopre che Pistolero è Ringo. Sopravvissuto allo schianto tuttavia, l'unità Host, che fungeva da aiutante tattico sull'astronave lo informa che ha poco meno di ventiquattro ore prima che le radiazioni del pianeta lo uccidano. Ringo non si dà per vinto e cerca di raggiungere il più vicino luogo da cui trasmettere una richiesta di soccorso, che sfortunatamente si trova a tre giorni di cammino. Nel tragitto inoltre, un Fantasma animalesco sta seguendo le sue tracce. In breve tempo i due vengono allo scontro e stranamente il Fantasma ha le sembianze di un toro. Lo scontro è concitato, ma alla fine Ringo ha la meglio, anche se viene ferito al torace. Dopo di che, riprende il cammino. Tempo dopo, la nave ammiraglia rintraccia il segnale dell'unità Host. Jonas e Sam scendono sulla superficie del pianeta, ma trovano l'unità gravemente danneggiata, che interrogata sul perché sia in quello stato, risponde che Ringo è impazzito, forse a causa delle radiazioni e che risulta disperso. Nel frattempo arriva un'orda di Fantasmi e i due Orfani sono costretti a battere in ritirata, abbandonando il loro compagno sul pianeta.
Spiriti nell'ombra: Il flashback rivela il passato di Sam: era in vacanza con i suoi genitori a Barcellona quando l'esplosione colpì il pianeta, e la vista dei genitori disintegrarsi davanti a suoi occhi la traumatizzò. L'addestramento continua e questa volta Nakamura inizia a mettere le varie squadre di ragazzi l'una contro l'altra. Sam riesce da sola a neutralizzare un'intera squadra, essendo diventata l'esperta stealth del gruppo. Alla fine della sessione di addestramento, il colonnello decide di organizzare una festa per il suo compleanno, a cui fa partecipare anche i ragazzi delle squadre vincitrici. Durante la festa però, Rey inizia a litigare con Ringo. La situazione sta per degenerare, quando Jonas si frappone fra i due, rimproverando Rey di essere un attaccabrighe. Il ragazzino va via infuriato e casualmente incontra Sam. Pieno di frustrazione e rabbia, e convinto di essere considerato inferiore dai suoi compagni di squadra, tenta di violentare la ragazzina per sfogarsi, ma Sam reagisce e arriva quasi a ucciderlo. Il giorno dopo, la Juric informa che nonostante le ferite gravissime Rey sopravviverà, ma dovrà essere allontanato dalla squadra e inserito in un "programma secondario" riservato a chi fallisce l'addestramento principale. Il problema principale però è Sam, che dall'aggressione è caduta in uno stato semi-catatonico, e in quelle condizioni sarebbe impossibile reintegrarla. Nakamura quindi chiede di poter provare a farla ragionare. Chiede a Ringo di parlare con la ragazzina, essendo l'unico di cui lei si fida. Il ragazzo accetta, ma una volta di fronte a lei, i due vengono subito alle mani. Ringo si lascia picchiare da Sam, e fortunatamente riesce a farle capire che non è lui il nemico, ma i militari che li hanno costretti a quella vita. Calmatasi, la ragazzina abbraccia Ringo.
Altri albi: Dopo l'invasione del pianeta alieno, l'esercito terrestre riesce con facilità ad avere la meglio sul nemico, distruggendo la potente arma che era stata usata per colpire la Terra. Tuttavia Ringo e l'Eremita, due soldati della squadra, iniziano a sospettare che dietro al conflitto vi siano motivazioni ben più complesse, oltre a quelle che sono state date loro. Infatti il vaccino anti-radiazioni, che viene fornito ai soldati, non è altro che una potente droga allucinogena, inoltre tutti i cadaveri dei soldati morti in battaglia presentano ferite da arma da fuoco e gli alieni invece combattono all'arma bianca. Gli Orfani scoprono che l'esplosione che ha devastato la Terra è stata provocata da un esperimento scientifico errato. Tuttavia la verità è stata oscurata e la dottoressa Jsana Juric è stata incaricata di ideare un fittizio conflitto bellico alieno, che permettesse al genere umano di trovare la coesione e l'unità necessarie a superare il terribile periodo di difficoltà. Sebbene comprendano di essere stati manovrati, non tutti i membri della squadra degli Orfani rimangono sdegnati dalle rivelazioni della dottoressa. Attenendosi agli ordini sino all'ultimo, accettano di proseguire la guerra così come gli è stato comandato. Soltanto Ringo e Juno sono profondamente convinti che l'umanità debba essere messa a conoscenza della verità. Per questo motivo, si schierano contro i loro ex-compagni di squadra e cercano di tornare sulla Terra per rivelare al mondo la mistificazione. Da questa loro scelta, segue un combattimento fratricida tra i membri della squadra degli Orfani, al termine della quale il solo Ringo ne esce vivo. A bordo di una delle astronavi, Ringo precipita a Londra e dà inizio alla rivolta contro il governo straordinario di crisi, di cui la Juric è stata eletta da poco presidentessa. Ringo si trasferisce a Napoli, dove conosce Barbara, con la quale inizia una relazione amorosa, e prosegue l'insurrezione armata.

### Ringo
Vent'anni dopo i fatti narrati, Ringo si è ormai ritirato a vita privata e la ribellione è stata quasi completamente soffocata dalla Juric e dalla sua terribile guardia personale: i Corvi. Il Pistolero ritorna a combattere su richiesta di Barbara, perché il loro figlio (di cui Ringo non è mai stato a conoscenza) verrà giustiziato per aver attentato alla vita della Juric. Ringo e Barbara riescono a salvarlo assieme ai suoi compagni, ma la donna muore durante l'operazione, senza riuscire a rivelare l'identità del figlio. Ringo è costretto alla fuga con tre ragazzini al seguito di nome Seba, Nuè e Rosa; di uno dei quali è il padre. Il gruppo attraversa un'Italia devastata dall'esplosione nucleare e caduta totalmente nel caos, in cui ogni comunità si è organizzata con proprie regole e propri costumi. A ogni sosta vengono raggiunti dai Corvi che cercano di uccidere Ringo e i ragazzini. Si scopre che i Corvi sono stati creati dalla Juric che è riuscita a inserire all'interno di corpi robotici le coscienze dei vecchi compagni di Ringo, che sono diventati dei perfetti sicari del governo. I fuggitivi riescono sempre a salvarsi dagli attacchi dei Corvi e questo irrita profondamente la Presidente che vorrebbe delle macchine perfette al suo servizio. Per questo obbliga i suoi scienziati ad accedere alle coscienze dei Corvi per ricercare un malfunzionamento. Infatti Angelo, che da viva si era schierata con Ringo, sabota dall'interno le operazioni della squadra, impedendogli di uccidere il suo vecchio alleato. La memoria di Angelo viene completamente cancellata e Sam viene posta a capo dei suoi vecchi amici affinché trovino e uccidano Ringo una volta per tutte. Nel finale di stagione si scopre che Rosa è incinta o di Seba o di Nuè, dopo la morte di questi ultimi due Ringo e Rosa approdano nel campo di Cesar, che si occupa di organizzare partenze clandestine verso il Nuovo Mondo. Tuttavia sulle loro tracce la Juric ha scatenato i nuovi Orfani del campo di Dorsoduro. Ringo decide così di fare un patto con la Juric: si consegnerà a lei solo se lascerà Rosa. La Juric accetta lo scambio e Ringo, dopo un ultimo tentativo di uccidere la nemica, scopre che il Corvo Sam è ancora viva. All'alba, mentre Rosa si mette in salvo verso il Nuovo Mondo, Ringo viene giustiziato.

### Nuovo Mondo
Rosa raggiunge il Nuovo Mondo, ma il suo trasporto viene intercettato dalla sicurezza del pianeta e abbattuto. Salvatasi per miracolo allo schianto la protagonista deve nascondersi tra la giungla per non venire identificata ed essere reclusa in un centro di prima identificazione. Nel Nuovo Mondo incontra altri sopravvissuti come lei allo schianto. Rosa partorisce ma suo figlio le viene strappato via dalla Juric grazie alla complicità di un sopravvissuto allo schianto traditore, Rosa viene quindi portata in un carcere di massima sicurezza. Nel frattempo la Juric partorisce una bambina. Rosa si allea con altri ribelli e insieme a loro riesce a fuggire dalla prigione, ma scopre di essere in realtà sulla Luna di Nuovo Mondo. Decide di trattare con la Juric e le promette la libertà dei suoi soldati in cambio di un'astronave che li riporti sulla Terra. La Juric non accetta la proposta della ragazza e manda sulla Luna un messaggero, clone che contiene parti di tutti i 5 Orfani. Intanto Rosa decide di uccidere alcuni soldati della Juric per dimostrarle cosa è disposta a fare. Avviene così l'esecuzione, al termine della quale Vincenzo uccide Rosa. Infatti il messaggero aveva rivelato a Vincenzo che a uccidere sua moglie era stata proprio Rosa. Alla fine Sam uccide la Juric e decide di portare lontano i due bambini per proteggerli.

### Juric
La quarta stagione, di soli 3 albi, è un viaggio nel passato della "cattiva" della serie, la dottoressa Juric. Ai testi, su soggetto di Recchioni, troviamo Paola Barbato.

### Terra
Annunciata a Lucca Comics&Games 2016, la quinta stagione si intitola Orfani: Terra: e presenta copertine di Gipi e storie scritte da Emiliano Mammucari.

### Sam
Ultima stagione della serie, scritta da Roberto Recchioni, torna a essere composta da dodici albi, con le copertine di Carmine Di Giandomenico.

### Terra: A proposito del futuro
Primo speciale della serie, composto da un unico albo che riprende le vicende narrate da Orfani: Terra.

## Personaggi
Orfani
Sono un gruppo di ragazzi di provenienza iberica sottoposti dalla dottoressa Jsana Juric e dal colonnello Takeshi Nakamura a un particolare programma di addestramento al fine di farne l'élite dell'esercito della Terra per combattere la razza aliena che ha invaso il pianeta.
Nella prima stagione la prima linea temporale ne segue la giovinezza e l'addestramento militare, mentre la seconda linea temporale ne segue le missioni da soldati adulti. Nella seconda stagione invece si sofferma sugli scontri tra Ringo e i suoi vecchi amici.
- Felix: ragazzo di Madrid. Porta i capelli marroni e ha un fisico un po' in sovrappeso. Sembra essere quello a cui mancano di più la famiglia e la sua vita precedente, parla spesso del passato e il suo unico obiettivo sembra essere il cibo. Muore durante un'esercitazione di arrampicata libera in montagna.
- Hector: ragazzo di Lisbona, fratello di Juno. Sembra essere il più freddo e risoluto del gruppo di ragazzi, in grado di pensare e guidare tutti gli altri con intelligenza. Si sacrifica per permettere al gruppo di sopravvivere all'attacco dell'orso scatenato dal colonnello Nakamura per testare il gruppo.
- Jonas: è un ragazzo dai capelli corti proveniente da Barcellona; la sua fronte è segnata da una vistosa cicatrice. Calmo e ragionevole, è un capo nato e il più assennato nel gruppo dei ragazzi, insieme con Hector. Quando quest'ultimo si sacrifica per salvarli, promette di prendersi cura dei suoi compagni. Nella seconda linea temporale Jonas veste i panni di Boyscout, il leader del gruppo di soldati che si sono denominati Orfani. Muore a Londra, ucciso da Ringo. Il suo corpo viene recuperato dagli scienziati della Juric che ne fanno un membro dei Corvi, la sua guardia personale.
- Juno: ragazza di Lisbona e sorella di Hector. Porta lunghi capelli neri. Capirà subito che il fratello non è morto per un incidente, ma per un test voluto da Nakamura. Per questo giurerà di ucciderlo; per parte sua Nakamura le insegnerà a combattere promettendole di darle la possibilità di compiere la sua vendetta. Lei è l'Angelo della squadra. Muore durante il viaggio di ritorno sulla Terra. Il suo corpo viene recuperato dalla Juric che ne fa un membro dei Corvi.
- Raul: ragazzo di nazionalità italiana, unico sopravvissuto della sua squadra, che viene aggiunto al gruppo dopo la morte di Felix. È un ragazzo estremamente chiuso e riservato, profondamente segnato dalla morte di tutti i suoi vecchi compagni. Non si sente parte del gruppo, ma accetta di collaborare. Raul sarà l'Eremita. Si schianta con il suo caccia contro la fiancata dell'astronave madre e muore, suicida, dopo essere rimasto esposto troppo a lungo nel vuoto cosmico. Il suo corpo viene recuperato dalla Juric che ne fa un membro dei Corvi.
- Rey: ragazzo di discendenza orientale proveniente da Madrid. Porta i capelli neri. Sempre in contrasto con Ringo, viene escluso dal gruppo dopo aver cercato di violentare Sam, che lo ferisce gravemente. Sottoposto a processo potenziato di incremento delle propri abilità psicofisiche rispetto agli altri ragazzini, Rey sviluppa numerose anomalie fisiche, tra cui un braccio potenziato. la Juric decide di tacere il risultato, ponendo Rey al suo servizio e ordinandogli di continuare a seguire occultamente gli Orfani nelle loro prime missioni, intervenendo solo ove necessario per tenerli in vita. Rey le obbedisce non per affetto verso i suoi ex compagni di squadra, ma pregustando i tormenti cui saranno sottoposti in seguito. Viene ucciso in uno scontro diretto da Ringo.
- Ringo: ragazzo biondo proveniente da Siviglia, in passato era un giovane torero. Apparentemente è un personaggio dal carattere rude e aggressivo, in seguito si dimostra invece molto altruista nei confronti di Sam, con la quale sviluppa un rapporto molto intenso. Ringo vestirà i panni di Pistolero. Creduto morto durante la missione contro gli alieni, Ringo scopre che la guerra che stanno combattendo è solo una grande finzione ordita dalla Juric per alimentare la più grande menzogna che sia mai stata raccontata al mondo: è stata l'umanità stessa a distruggere la Terra. Il Pistolero e l'Angelo non accettano di essere diventati degli assassini per niente e vogliono rendere pubblica la notizia, ma vengono affrontati dal resto della squadra. Dallo scontro che ne segue il solo Ringo ne esce sopravvissuto. Tornato sulla Terra il Pistolero guida la rivoluzione contro il Governo Straordinario per numerosi anni, per poi abbandonare la lotta quando la Juric riesce a soffocare il movimento. Tuttavia dovrà ancora tornare in azione per salvare suo figlio e i suoi amici da morte certa.
- Sam: membro più giovane del gruppo, Sam è una ragazza dai capelli biondi americana, ma sua madre era originaria di Barcellona. Inizialmente è il membro più scosso dagli eventi apocalittici che hanno colpito il pianeta Terra, in seguito stringerà un legame molto forte con Ringo. Lei è la Mocciosa. Sembra avere due personalità: è una ragazza dolce, affettuosa e indifesa, ma sa essere anche spietata e sanguinaria, arrivando quasi a uccidere Rey. Viene uccisa da Ringo che dopo uno scontro fisico estenuante, in lacrime la colpisce a tradimento dandole anche l'ultimo bacio. Il suo corpo viene recuperato dalla Juric che ne fa il più temibile membro dei Corvi.
- Angelo: pilota della squadra, indossa un'armatura che ricorda molto quella di un samurai orientale e più avanti la si vedrà maneggiare una grossa mitragliatrice pesante e un bazooka. Nel primo albo, alla guida di un velivolo da combattimento, offre protezione aerea ai suoi compagni. Nel secondo numero si scoprirà essere Juno a celarsi sotto il casco di Angelo e che essa intrattiene una relazione con Jonas, che sposerà alla fine dell'albo.
- Boyscout: caposquadra degli Orfani, è un abile combattente nel corpo a corpo, capace di utilizzare sia le armi da fuoco che un letale coltello. Sotto il suo casco si cela Jonas[17]. Nel secondo albo si scoprirà che intrattiene una relazione con Angelo alias Juno a cui chiederà di sposarlo.
- Mocciosa: addetta allo spionaggio e alle infiltrazioni, è dotata di un mantello con tecnologia stealth che la rende invisibile. La sua identità si rivelerà essere quella di Sam, in quanto "mocciosa" era il soprannome dato alla ragazza da Ringo, quando erano ragazzi.[18] Durante la battaglia Boyscout sottolinea quanto la sua personalità sia modellata su quella del Pistolero. Sembra essere la più entusiasta per il matrimonio tra Boyscout e Angelo.
- Pistolero: abilissimo, come vuole il nome, con le pistole, sulla metà inferiore del casco della tuta porta una benda rossa. Pare essere quello che trae maggiore piacere dalla mischia del combattimento e avere sempre una battuta caustica pronta per tutti. Sembra essere il meno entusiasta per il matrimonio tra Boyscout e Angelo. Il suo carattere scontroso e freddo nasconde la sua natura altruista e protettiva. Sotto il suo casco si cela Ringo che, dopo un atterraggio di fortuna, non riesce a tornare in tempo alla base per assumere l'antidoto contro le radiazioni emesse dal pianeta. Viene dato per morto dai compagni, ma in realtà è sopravvissuto nella foresta.
- Eremita: il cecchino del gruppo, e secondo le parole di Pistolero il meno impaziente di gettarsi in battaglia. Indossa un mantello mimetico e, da buon tiratore, in combattimento utilizza un fucile di precisione da lunga distanza. Sotto il casco si nasconde Raul, il ragazzo italiano aggiunto alla squadra dopo la morte di Felix. Il suo stile di combattimento è modellato sul suo stesso carattere: non si sente parte del resto della squadra, preferisce fornire un appoggio da lontano, piuttosto che combattere fianco a fianco coi suoi compagni.

Altri personaggi
- Barbara: conosce Ringo quando fa il suo ritorno sulla Terra e si lega sentimentalmente a lui per molti anni, combattendo per la rivoluzione. Viene uccisa dai Corvi durante l'assalto alla prigione in cui la Juric tiene prigioniero suo figlio.
- Jsana Juric: dottoressa con un occhio coperto da una sofisticata benda hi-tech, è la responsabile della selezione dei ragazzi destinati all'addestramento speciale tenuto dal colonnello Nakamura. Viene presentata come un personaggio freddo e calcolatore per cui il fine giustifica sempre i mezzi, pronta a minacciare Sam pur di far rigar dritto Ringo. Ha addestrato personalmente tutti i ragazzini che furono esclusi dall'addestramento primario, tra cui Rey, per farne il suo esercito personale e inscenare la finta guerra tra alieni e l'umanità. Quando Ringo divulga la notizia che è stata proprio la razza umana a provocare la catastrofe nucleare, la Juric viene nominata Presidente per cercare di arginare la rivoluzione sollevata dal Pistolero. Per far questo recupera i cadaveri degli Orfani per trasformarli nei suoi personali Corvi.
- Takeshi Nakamura: militare responsabile dell'addestramento del gruppo degli Orfani contro cui scatenerà un orso per testarli. Come la dottoressa Juric, sembra essere privo di qualsiasi scrupolo pur di arrivare al proprio fine come quando Ringo tenta di ribellarsi e Nakamura è pronto a giustiziarlo pur di fare in modo di non perdere il controllo degli altri bambini. In realtà negli albi successivi sembra accettare con rassegnazione il ruolo che è costretto a ricoprire, non dimenticandosi mai che ciò che stanno compiendo è aberrante e contro natura. All'inizio veste il grado di colonnello mentre nella seconda linea temporale la dottoressa Juric lo chiama con il grado di generale. Sembra avere un patto con Juno a cui darà alla fine della guerra la possibilità di ucciderlo per vendicare il fratello Hector. Muore ucciso proprio da Juno quando scappa con Ringo per tornare sulla Terra. Il suo corpo, così come quello dei suoi ex-allievi, viene recuperato dalla Juric e trasformato in un Corvo.
- Alieni: la razza di bellicosi extraterrestri apparentemente responsabile della tragedia sulla Terra; per ora sono privi di nome. Hanno dimensioni colossali e un corpo semitrasparente; quando vengono uccisi si trasformano in ammassi di cristalli e cenere. Nel terzo albo viene presentato un tipo di alieno a forma di toro. Si scopriranno poi essere in realtà solo il frutto di allucinazioni provocate da un particolare tipo di droga.

### Personaggi della seconda stagione
- Corvi: ex orfani tramutati in macchine da guerra per uccidere Ringo.
- Ringo: unico Orfano sopravvissuto allo scontro fratricida della prima stagione e unico a non essere diventato un Corvo. Si intuisce che tra la prima e la seconda stagione ha guidato un gruppo di ribelli contro la Juric e che nello stesso periodo ha avuto un figlio. Guiderà Rosa, Seba e Nuè in un'Italia devastata e si farà giustiziare con la morte dalla Juric per permettere a Rosa (personaggio dei tre ragazzini a cui si legherà di più emotivamente) un viaggio verso il Nuovo Mondo, un pianeta non distrutto dall'esplosione dell'inizio della prima stagione e per questo ancora fertile.
- Seba, Nuè e Rosa: i tre ragazzini accompagnati da Ringo. Solo Rosa si salverà e farà parte delle terza stagione, infatti Nuè verrà ucciso dai Corvi e Seba dalla stessa Rosa dopo la scoperta del fatto che di nascosto dava informazioni alla Juric e quindi ai Corvi riguardo alla loro posizione.

### Personaggi della terza stagione
- Rosa: unica superstite del gruppo di Ringo, arriverà sul Nuovo Mondo accompagnata dall'astronave di Cesar.
- Cesar: scafista illegale senza scrupoli, è lui ad accompagnare Rosa e molte altre persone dalla Terra al Nuovo Mondo.

## Altri media
Nel 2014 è stata annunciata una serie televisiva, tratta dal fumetto, in formato motion comic con regia di Armando Traverso e co-prodotta da Rai Com, di cui è prevista, a partire dal 6 dicembre 2014, la messa in onda di 10 episodi da 20 minuti sul canale televisivo Rai 4. È stato annunciato anche uno sceneggiato radiofonico. Nell'aprile 2017 è stata preannunciata l'uscita inoltre di un romanzo totalmente incentrato sulla figura di Ringo, l'Orfano superstite della prima stagione.